# Chwarstno
Chwarstno est une localité polonaise de la gmina mixte de Węgorzyno située dans le powiat de Łobez en voïvodie de Poméranie-Occidentale. Elle se situe à environ 12 km au sud de Łobez et 67 km à l’est de la capitale régionale Szczecin.

## Géographie

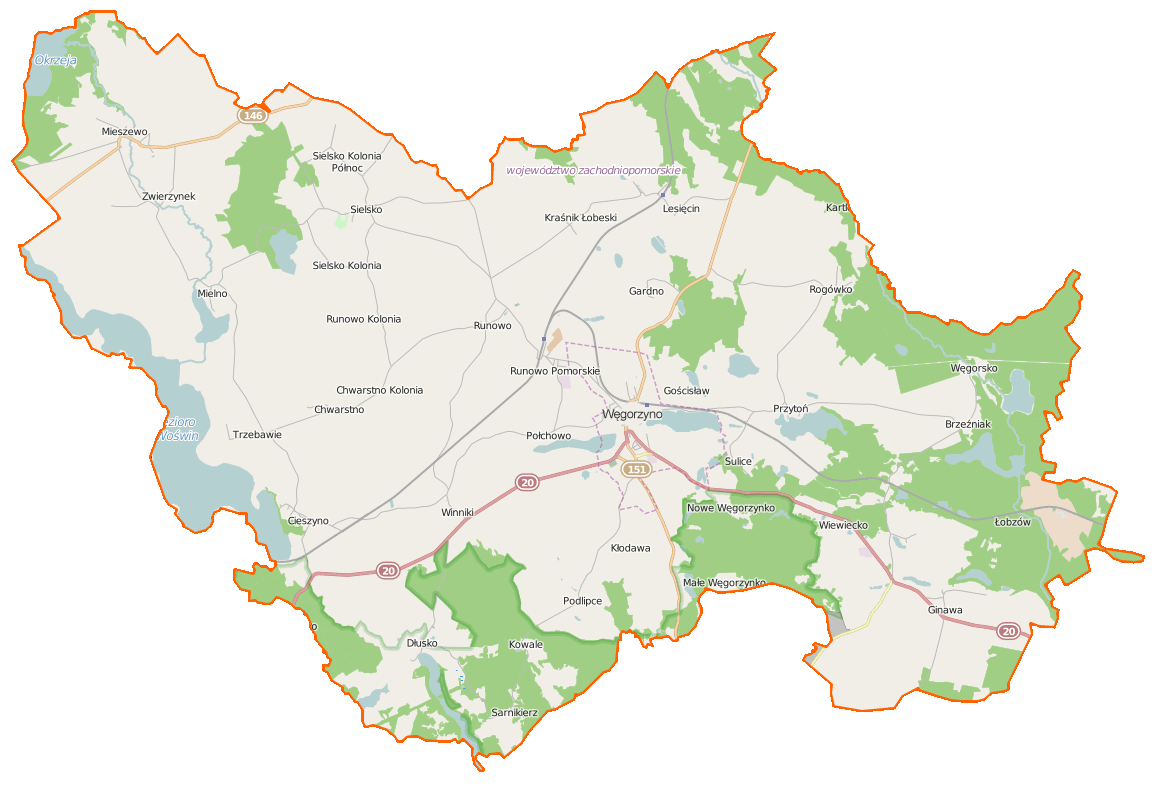
Carte de la gmina de Węgorzyno.

## Histoire
De 1815 à 1945, Horst fait partie de l'arrondissement de Pyritz dans le district de Stettin au sein de la province de Poméranie